# Riaz Ahmed Gohar Shahi
Riaz Ahmed Gohar Shahi (Urdu:ریاض احمدگوھرشاہی) (născut 25 noiembrie, 1941) este un autor pakistanez, lider spiritual, și fondator al mișcărilor spirituale Fundația Mesia Internațională și Anjuman-e-Serfaroshan-e-Islam.
El este autorul cărții, "Religia lui Dumnezeu (2000)". Acesta a fost republicat de Fundația Mesia International în 2012 cu Balboa Press. Acesta a fost # 5 pe lista de bestseller-ul editorului de la unu iulie 2012.

## Etimologie
Numele lui este Riaz (Riyadh) Ahmed Gohar Shahi. Riaz înseamnă "grădină", Ahmed este unul dintre numele profetului Muhammad, iar ultima parte a numelui, Gohar Shahi înseamnă "giuvaer regal". Satul în care s-a născut Shahi este cunoscut ca Dhok Gohar Shah, adică "Satul de Gohar Shah". Gohar Shahi este cea de-a cincea generație de Gohar Ali Baba Shah.

## Scurtă biografie
Gohar Shahi s-a născut la 25 noiembrie 1941 în Dhok Gohar Shah. La vârsta de douăzeci de ani, a devenit proprietarul FQ Metal Industries, și a început să caute spiritualitate printre sfinți și derviși. În cele din urmă, dezamăgit de ceea ce a găsit la sfinți și derviși, a revenit la munca sa. Gohar Shahi s-a căsătorit și a avut trei copii.
După spusele lui Shahi, la vârsta de aproximativ treizeci și patru de ani, Bari Imam i-a apărut în față și i-a spus: "Fiul meu a venit timpul tău, trebuie să mergi la altar la Sultan Bahu pentru a primi Dimensiunile Interioare Sacre ale Cunoașterii Spirituale." Gohar Shahi a părăsit locul de muncă, familia și părinții și a mers la Shorkot, unde a citit cartea Nurul Huda (Lumina Călăuzirii), scrisă de Sultan Bahu. Apoi, a mers la Sharif Sehwan pentru auto-mortificare de pace și redobândirea liniștii sufletești. A petrecut trei ani, în munții din Sehwan Sharif, în pădurea Laal Bagh pentru a se purifica spiritual.

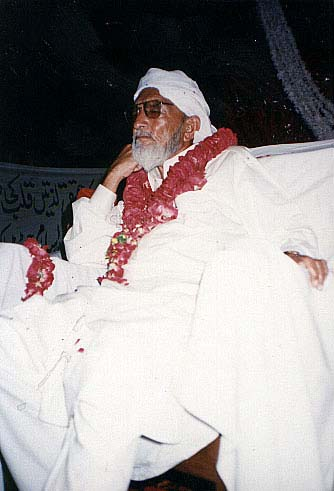
Al-Hajj Sayyed Fazal Hussain, tatăl lui Riaz Ahmed Gohar Shahi

În foarte scurt timp, Shahi a devenit cunoscut atât în Pakistan, cât și pe plan internațional. Gohar Shahi a fost invitat la moschei, templele hinduse, biserici, temple Sikh, Imam Bargahs, pentru a ține discursuri.

## Opere literare
Gohar Shahi este autorul unui număr de cărți și tratate, scrise în stilul poemelor sufite cunoscute sub numele de Turyaaq-e-Qulb, sensul "Leac de inimă". Lucrările lui Gohar Shahi sunt:
- Ruhani Safar (Călătorie sprirituală)
- Menara-e-Noor (Minaretul luminii)
- Roshnash
- Tuhfa Durata-Majalis (Cadoul congregațiilor)
- Deen-e-Illahi (Religia lui Allah)[7]

## Vizite
Deși învățați ai teologiei sunnite au adus critici învățăturilor lui Gohar Shahi, nu doar în Pakistan, ci în întreaga lume, el se bucură, pe de altă parte, de un înalt prestigiu internațional, inclusiv din partea unor mari sufiți precum Shaykh Muhammad Hisham Kabbani și Sultan al-Awliya Shaykh ca Mawlana-Sayyid Muhammad Khwaja Nazim Adil al-Haqqani al-Rabbani al Qubrusi-al-o Firdausi-Naqshbandi și Dr. Tahir-Ul-Qadri. 
Toți aceștia îl apreciază și îl respectă pe Gohar Shahi pentru predicile sale dedicate dragostei divine, fără discriminare de castă, crez, naționalitate sau religie. Shaykh Muhammad Hisham Kabbani, de pildă, a ales să stea la picioarele lui Gohar Shahi în semn de mare respect.
În afară de sufiții menționați mai sus, și alții precum Ghamkool Sharif Pir, Pir de Dhannakka Sharif, Pir kaki Tarrur, Ghulam Nabi Kashmiri alias Samandri Baba și Siraj Baba îl respectă pe Gohar Shahi considerând că el este preacinstit de către Allah.

## Notorietate
Adversitatea față de Gohar Shahi și adepții săi a luat amploare în rândul teologilor sunniți din Pakistan și din străinătate în urma afirmațiilor următoare:
- Gohar Shahi l-ar fi întâlnit pe Isus în America.[9]
- Adepții lui Gohar Shahi susțin că figura acestuia a apărut pe lună, pe soare, pe Piatra Neagră de la Ka'ba.[10][11]
- Invitarea lui Gohar Shahi de către comunități aparținând altor religii, la acre acesta a participat fără discriminare de castă, credință, naționalitate, spunând că "scopul tuturor oamenilor este acela de a se apropia de esența de Allah (Dumnezeu), indiferent de religia sau secta de care aparțin"[12]

Pe baza celor de mai sus, reprezentanți ai teologiei sunnite l-au criticat pe Gohar Shahi, și chiar l-au blamat că ar fi dorit să aibă statutul profetului Muhammad, acuzații pe care Gohar Shahi le-a respins vehement.

## Critici aduse
Ține deja de tradiție, ca musulmanii sufiți să intre în conflict cu învățății sunniți pe diverse teme teologice, chiar dacă de-a lungul vremii unii sufiți au fost executați pentru aceasta, precum Al-Hallaj și Shah Mansoor. Gohar Shahi s-a confruntat de asemenea cu o mare opoziție din partea liderilor religioși sunniți, deoarece propovăduia iubirea divină pe care o considera cea mai importantă pentru apropierea de Dumnezeu. Învățătura lui Gohar Shahi au fost vehement condamnată de către cărturari sunniți, iar extremiștii musulmani și bigoții au căpătat o mare dușmănie față de Gohar Shahi. Ca atare, au fost multe tentative de asasinat la adresa sa. De asemenea, s-a pus un mare preț pe capul său în Pakistan.
Adepții lui Gohar Shahi pretind că înfățișarea sa ar fi apărut pe luna, soare, și Al-Hajar al-Aswad (Piatra Neagră) din Ka'ba . Mass-media au cerut probe la presiunea extremiștilor religioși. Cărțile sale sunt interzise de către guvernul din Pakistan,, iar întâlnirile publice nu au mai sunt permise pentru adepti săi.. De asemenea, în presă nu este permisă menționarea lui Gohar Shahi sau a adeptilor săi datorită acuzațiilor de blasfemie care i-au fost aduse.
Gohar Shahi a fost arestat în 1997 sub acuzația de ucidere a unei femei ce venise la el pentru tratament spiritual. Gohar Shahi, și mulți dintre adepti săi, mai târziu au fost condamnați în conformitate cu legile islamice privitoare la blasfemie  și a legii antiteroriste de către o instanță din Sindh. Gohar Shahi a fost condamnat in absentia  căci, între timp, se refugiase în Anglia,la 59 de ani de închisoare.

## Moarte
Shahi dispărut în Anglia cândva în 2001. Multe rapoarte specula cu privire la locul său, cu toate acestea nu există un consens.